# Ryan Seacrest
Ryan John Seacrest (født 24. december 1974) er en Emmy Award-nomineret amerikansk media-personlighed, tv-producer og tv-vært.
Ryan Seacrest blev født i Atlanta og opvokset i Dunwoody, Georgia som søn af Constance Marie née Zullinger, og advokaten Gary Lee Seacrest. Han har en lillesøster ved navn Meredith.
Han er blevet mest populær som tv-vært for den amerikanske tv-sendte sang konkurrence American Idol. Han er også tv-vært for nyheds-underholdningsprogrammet E! og det årlige Dick Clark's New Year's Rockin' Eve i ABC. Derudover er han vært for flere radioprogrammer som: On Air with Ryan Seacrest på KIIS-FM i Los Angeles, American Top 40 på Premiere Radio Networks, og The Entertainment Edge på The One Network i Storbritannien.
I april 2005 fik Secreast en stjerne på Hollywood Walk of Fame i en alder af 30 år.